# Armstrong Siddeley Whitley
Der Armstrong Siddeley Whitley ist ein Pkw, den der britische Hersteller Armstrong Siddeley von 1949 bis 1954 auf Basis des 1946 erschienenen Lancaster und als Nachfolger des 16-Six fertigte.
Das Fahrwerk hatte, wie beim Lancaster, vorne Einzelradaufhängung mit Drehstabfedern und hinten eine angetriebene Starrachse, die an Längsblattfedern aufgehängt war. Das Modell hatte ein teilhydraulisches Bremssystem von Girling. Die Vorderradbremsen waren hydraulisch betätigt, während an der Hinterachse Seil- und Gestängebremsen eingesetzt waren. Serienmäßig waren die Fahrzeuge mit Scheibenrädern ausgestattet.
Angetrieben wurde der Whitley von einem obengesteuerter Sechszylindermotor mit 2309 cm³ Hubraum (Bohrung × Hub = 70 mm × 100 mm), der bei einer Verdichtung von 6,5:1 eine Leistung von 75 bhp (55 kW) bei 4200/min. lieferte. Dieser Motor stammte grundsätzlich vom Vorgänger 16-Six, war aber um 5 mm aufgebohrt. Neben einem handgeschalteten Vierganggetriebe war auf Wunsch auch ein Vorwählgetriebe erhältlich.

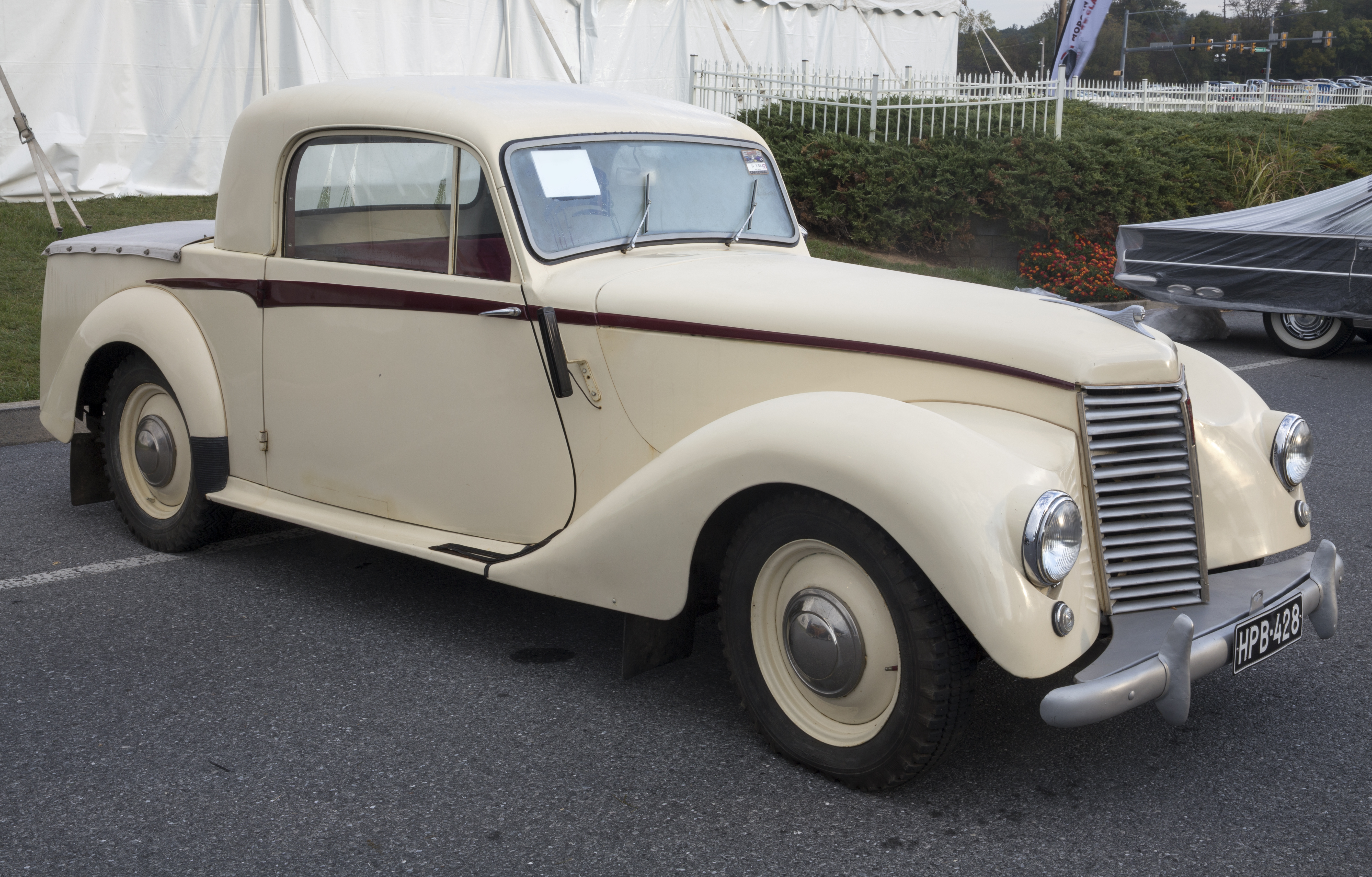
Armstrong Siddeley Station Coupe (1952)

Es gab verschiedene Aufbauten. Am üblichsten waren viertürige Limousinen mit vier oder sechs Seitenfenstern. Von 1950 bis 1952 entstanden aber auch einige Pullman-Limousinen auf dem verlängerten Fahrgestell. Die Versionen „Utility Coupe“ und „Station Coupe“ waren Pick-ups, die für den Export – vornehmlich nach Australien – gebaut wurden. Erstere war ein gewöhnlicher Ute mit einer Sitzbank vorne, letztere eine Doppelkabine mit einem kleinen, zusätzlichen Sitz hinten.
Bis 1954 entstanden 4321 Exemplare des Whitley. Nachfolger war ab 1955 der Sapphire 236.